# چهاردهمین دوره جشنواره بین‌المللی فیلم فجر
چهاردهمین دوره جشنواره فیلم فجر در اسفند ۱۳۷۴ در تهران برگزار شد.

## برگزیدگان

### تقدیر
- نقش اول زن: سلما مصری (بازمانده)
- بهترین پوستر (اعلان دیواری): آیدین آغداشلو (هبوط)

### دیپلم افتخار
- دایره سرخ (جمال شورجه)
- نقش اول مرد: پرویز پرستویی (لیلی با من است)
- نقش اول زن: افسانه بایگان (خواهران غریب)
- نمونه فیلم (آنونس): درد مشترک، روسری آبی (ایرج گل‌افشان)
- بهترین عکاسی: روز شیطان (محمد علیقلی زاده)
- پوستر (اعلان دیواری): تیک تاک (ابراهیم حقیقی)

### سیمرغ بلورین
- بهترین فیلم اول: دکل – مرکز گسترش سینمایی مستند و تجربی و مرکز فرهنگی سپاه پاسداران
  - بازگشت از بوداپست - عباس پناهنده
  - تعطیلات تابستانی - شرکت سینمایی سبحان آبان فیلم و سعید شاهسواری
  - قصه‌های بازار - کانون پرورش فکری کودکان و نوجوانان
- بهترین فیلم دوم: پدر - مرکز گسترش سینمایی و تجربی
  - عاشق فقیر - مجید مدرسی
  - مرد آفتابی - یدالله شهیدی

| سیمرغ بلورین بهترین فیلم | سیمرغ بلورین بهترین کارگردانی |
| --- | --- |
| - پدر – مرکز گسترش سینمای مستند و تجربی - دایره سرخ – امور سینمایی بنیاد مستضعفان و جانبازان - خواهران غریب – سازمان توسعه سینمایی سوره و کیومرث پوراحمد - گبه – خلیل درودچی و خلیل محمودی - بازمانده – سیف‌الله داد | - کیومرث پوراحمد – خواهران غریب - مجید مجیدی – پدر - رسول ملاقلی‌پور – سفر به چزابه - محسن مخملباف – گبه                           |
| سیمرغ بلورین بهترین بازیگر نقش اول مرد | سیمرغ بلورین بهترین بازیگر نقش اول زن                                                                                             |
| - محمد کاسبی – پدر در نقش - جهانگیر الماسی – بانی چاو در نقش - حمید جبلی – مرد آفتابی در نقش - پرویز پرستویی – لیلی با من است در نقش                                                                                | - فاطمه گودرزی – غزال در نقش - عاطفه رضوی – چهره در نقش - افسانه بایگان – خواهران غریب در نقش - سلما مصری – بازمانده در نقش       |
| سیمرغ بلورین بهترین بازیگر نقش دوم مرد | سیمرغ بلورین بهترین بازیگر نقش دوم زن                                                                                             |
| - حسین یاری – آخرین مرحله در نقش - حمیدرضا تاج‌دوستی – بوی پیراهن یوسف در نقش - محمدرضا داوودنژاد – عاشقانه در نقش - محمود عزیزی – لیلی با من است در نقش                                                             | - پریوش نظریه – پدر در نقش - گوهر خیراندیش – چهره در نقش - نیکو خردمند – غزال در نقش - الهام محمدامینی – نون و گلدون در نقش       |
| سیمرغ بلورین بهترین فیلمنامه | سیمرغ بلورین بهترین موسیقی متن |
| - لیلی با من است – رضا مقصودی، کمال تبریزی - پدر – مجید مجیدی و مهدی شجاعی - دکل – عبدالحسن برزیده - بازمانده – سیف‌الله داد                                                                                         | - گبه – حسین علیزاده - نون و گلدون – مجید انتظامی - خواهران غریب – ناصر چشم‌آذر - بانی چاو – سعید انصاری                           |
| سیمرغ بلورین بهترین صداگذاری و میکس | سیمرغ بلورین بهترین صدابرداری |
| - گبه – عباس رستگارپور و بهروز شهامت - آخرین مرحله – اسحاق خانزادی - پدر – محمدرضا دلپاک - دایره سرخ – اسحاق خانزادی                                                                                                | - نون و گلدون – نظام‌الدین کیایی - بوی پیراهن یوسف – محمود سماک‌باشی - پدر – یدالله نجفی - سفر به چزابه – اصغر میرزایی و محمد حقیقی |
| سیمرغ بلورین بهترین طراح صحنه و لباس | سیمرغ بلورین بهترین فیلم‌برداری |
| - خواهران غریب – جمشید آهنگرانی - دایره سرخ – عبدالحمید قدیریان - دکل – پرویز شیخ‌طادی و مهدی فقیه - سفر به چزابه – محسن نوروزی                                                                                      | - گبه – محمود کلاری - سفر به چزابه – فرهاد صبا - بوی پیراهن یوسف – عزیز ساعتی - عاشقانه – سعید صادقی                              |
| سیمرغ بلورین بهترین چهره‌پردازی | بهترین |
| - غزال – جلال معیریان - سفر به چزابه – عبدالله اسکندری - عاشقانه – مسعود ولدبیگی - مرد آفتابی – عبدالله اسکندری | |
| سیمرغ بلورین بهترین تدوین | سیمرغ بلورین بهترین جلوه‌های ویژه                                                                                                  |
| - سفر به چزابه – شهرزاد پویا - آخرین مرحله – روح‌الله امامی - پدر – حسن حسندوست - دکل – حسین زندباف | - دایره سرخ – جواد شریفی‌راد - آخرین مرحله – محمدرضا شرف‌الدین - دکل – محمدرضا شرف‌الدین - سفر به چزابه – اکبر محمدی                 |
| جایزه ویژه هیئت داوران | |
| - بازمانده – سیف‌الله داد، منوچهر عسگری‌نسب، منوچهر محمدی - قصه‌های بازار (فیلم دوم) – کانون پرورش فکری کودکان و نوجوانان                                                                                              | |